# Бала Трипурасундарі
Бала Трипурасундарі, Кумаріка ("богиня-діва ") або просто Бала («дитина») є молодий аспект індуїстської богині Лаліти Трипурасундарі у формі дівчинки (за версіями різних писань вік варіюється від 7 до 13 років). Її також вважають втіленням сили і могутності Богині. Іноді її вважають дочкою Лаліти Трипурасундарі.

## Вигляд і форма
Відповідно до опису, тіло Бали (Баа-Лаа) дуже яскравого, сяючого кольору сходячого Сонця, в Неї ніжні риси обличчя, пишне хвилясте волосся, Вона злегка посміхається, у Неї дві руки, і Вона одягнена в червоні наряди. У своїй правій руці Вона тримає п'ять квіткових стріл, а в лівій - лук з цукрової тростини. Коли Її зображують у чотирирукій формі, у формі Повелительки, Її зібрані в косу волосся спадає на Її ліву грудь. Її одяг зеленого кольору, Вона тримає чотки з рудракші і книгу в своїх верхніх руках. Дві нижні руки демонструють Абхая (захищає і рятує від страху) і Вараді (що дає, благословляюча) мудри (жести). Іноді її зображують з анкуша (стрекалом) і паша (петлею) в руках. Вона сидить на блакитний лілії (не лотос). Також іноді Її зображують сидячою в середині Шрі Янтри. У неї три ока, Її голову вінчає півмісяць. Її вуха прикрашають макара кундали - витончені золоті сережки у формі міфічної тварини, що нагадує крокодила або акулу. Вона прикрашена намистом з дорогоцінних каменів і перлів. Її описують як «Абхіная Кула Сундарі», що означає, що кожну секунду Вона стає по-новому красивою, Її краса вічно нова. Бала згадується в Махакала самхіті, Мантра Маходадхі, Шрі Лалітопакхьяні і в Харітаян Трипура-Рахасьї.

## Діяння
Згідно Брахманда Пурані, Бала Деві є дочкою Шрі Лаліти Трипура Сундарі. У свої тринадцять років Вона страшно розсердилась, побачивши, Бандасуру і його тридцять синів, що висувають свої війська в наступ. Бала Деві звернулася до своєї матері з проханням дозволити Їй битися з Бандасурою. Лалита Трипурасундарі не дала Їй дозволу через Її занадто ніжний вік. Але Бала Деві наполягала, і тоді зрештою, мати дала Їй свій дозвіл, а також свій щит і безліч своїх атрибутів. Приготувавшись до битви, Бала Деві направила свою колісницю на поле бою. Говориться, що колісницею Їй служила Шрі Чакра. Після напруженого бою, Бала Деві вбила тридцять синів Бандасури.
В Харітаян самхіті або Трипура-Рахасьї (глава 63) говориться, що Бала Деві, будучи у віці восьми років, билась з самим Бандасурою. Знаючи про те, що Її Мати не дала б Їй дозволу, Вона таємно і безшумно наблизилася до поля бою в супроводі Мантріні і Дандані. (Мантріні - це Матангі Деві, і Дандані - Варахі Деві).
Проливаючи дощ з стріл, Бала Деві змогла прорватися крізь могутні війська Бандасури, і потім битися в поєдинку з командувачем армією Бандасури Кутілакшем, сидячи верхи на величезному слоні. Бала Деві обрушила зливу своїх стріл на слона, а потім вбила Кутілакша. Поодинці, без сторонньої допомоги, Бала Деві розгромила всю армію Бандасури і кинулася прямо до самого асура. Замість того щоб по-справжньому битися з Деві, Бандасура обсипав її квітковими стрілами. Побачивши це дивна поведінка демона, візничий колісниці Деві здивувався і запитав Деві, з якої причини він це робить. Бала Деві сказала: «у своєму попередньому втіленні Бандасура був Махадутом Шрі Лакшмі, і його звали Маник Шекхар. Він був пристрасним шанувальником Бхагават Лаліти Маха Трипурасундарі. Через прокляття йому довелося стати асурой, і йому було призначено отримати звільнення тільки в тому випадку, якщо я вб'ю його. Знаючи, що я - донька Шрі Лаліти Амби, він поклоняється мені ». Битва і її результат були вирішені наперед, і вони почали битися. Знищивши свого супротивника, Бала Деві повернулася в свою обитель, Шрипурі.
В сутності, Бала Деві є одним цілим з Лалітою Трипурасундарі. Це сама Лаліта в обох формах - у формі матері і у формі дочки. Лаліта - Мати всієї світобудови, всіх живих істот, всіх смертних і безсмертних, живих і неживих. У формі Бали вік Лаліти тринадцять років, а у формі Шодаші Їй вічно шістнадцять.
Лалітопанкхья стверджує, що Бала «дуже схожа на Лаліту Деві, але Їй завжди 13 років. Вона вічно залишається тільки зі своєю матір'ю ». Причина Їх подібності в тому, що Вони - одне ціле, Вони вічно разом, бо Вони єдині.
Образ Богині-дочки змушує задуматися. Наприклад, ми бачимо: «Бала Деві звернулася до своєї Матері і попросила дозволу битися на полі бою», а Лалита спочатку відхилила Її прохання, але пізніше дала добро. Дивно те, що, по суті, Лалита заборонила битися Самій Собі. З іншого боку, це вельми зворушливо. Нам здається, що, якби це було можливо, то було б добре, якби, знаючи прийдешнє, те, що повинно статися, ми, старші, могли б дати мудрий, безкорисливий урок, порада, допомога і керівництво самим собі ж молодим, проживаючим важкі часи. Те ж саме роблять і дорослі по відношенню до своїх дітей і іншим молодим людям, даючи їм поради і намагаючись керувати ними, - вони бачать в них себе.
У цій історії шактізм підносить нам хороший урок - всі ми - це Вона; всі ми перебуваємо в Ней і складаємося з Неї. Так само, як юна Бала Деві, всі ми боремося за те, щоб знайти свій власний шлях, випробувати себе і самоствердитися; хоробрі і сильні, нетерпимі до тих, хто намагається утримати нас, навіть якщо з благих намірів. І в той же час всі ми так само, як мудра Лаліта, постійно намагаємося судити і вирішувати, коли потрібно стримати себе, а коли відпустити.

## Мантра
Зазвичай на початку практики в традиції Шрівідья учня посвячують у мантру Бала Трипурасундарі. Ім'я Бала означає «дівчинка» (дитина). Її основна мантра "Аім Клім Саух" і її варіації використовуються садхаки в щоденних ритуалах.
П'ять частин ритуалу панчанга в поклонінні Бала Трипурасундарі - це Патала, Паддхаті, Кавача, 1000 Імен і Стотра.

## Див також
- Шакті
- Дурга
- Парваті
- Шактизм